# 新里町小林
新里町小林（にいさとちょうこばやし）は、群馬県桐生市の町名である。郵便番号は376-0124。

## 概要
桐生市の西部、新里町の南部に位置する。旧新里村小林にあたり、下鶴ケ谷・山上・武井・野とともに桐生市第二十区に属する。
東部は新里町武井に、東南部は新里町野に、南部は伊勢崎市西野町に、西南部は前橋市粕川町一日市に、西部は粕川町下東田面・粕川町上東田面に、西北部は粕川町膳に、北部は新里町山上にそれぞれ接する。
地域の北部に群馬県道3号前橋大間々桐生線、群馬県道336号梨木香林線、上毛電気鉄道上毛線が通じており、新里駅の所在地となっている。

## 世帯数と人口
2022年（令和4年）1月31日現在の世帯数と人口は以下の通りである。
| 町丁       | 世帯数  | 人口    |
| ---------- | ------- | ------- |
| 新里町小林 | 447世帯 | 1,115人 |

## 小・中学校の学区
市立小・中学校に通う場合、学区は以下の通りとなる。
| 番地 | 小学校                 | 中学校             |
| ---- | ---------------------- | ------------------ |
| 全域 | 桐生市立新里中央小学校 | 桐生市立新里中学校 |

## 交通

### 鉄道
- 上毛電気鉄道上毛線新里駅

### 道路
- 群馬県道3号前橋大間々桐生線

## 施設
- 桐生市立新里中央小学校
- 上毛電気鉄道上毛線新里駅
- 桐生武井西工業団地

## 避難所
- 桐生市立新里中央小学校（（洪水災害、土砂災害、地震、大規模火災、内水氾濫時の緊急避難場所及び指定避難所）[7]